# Erdoğan Egemenoğlu
Erdoğan Egemenoğlu (* vor 1979) ist ein türkischer Schauspieler, Sprecher und Regisseur.

## Leben
In Deutschland wirkte er als einer der ersten türkischen Sprecher beim Hörspiel. 1979 hatte er eine erste kleine Rolle im Tatort Ein Schuss zuviel. Als Theaterregisseur arbeitete er am Arkadaş Theater (1992 Fauler Apfel) und bisweilen auch als Fernsehdarsteller bei SK Kölsch (1999) und Axel! will’s wissen (2005) mit. Eine feste Serienrolle hatte er 1988 in der Videofilmserie Korkmazlar an der Seite von Christine Neubauer.